# Бордзи, Антонино
Антони́но Бордзи́ (итал. Antonino Borzì, 1852—1921) — итальянский ботаник и миколог, работавший в Мессине и Палермо.

## Биография
Родился 20 августа 1852 года в Кастрореале (провинция Мессина) в семье Пьетро Бордзи и Доротеи Лучиферо. Начальное образование получал в Мессине, после чего в 1869 году отправился в Королевский лесной институт в Валломброзе против желания отца, где учился под руководством профессора Федерико Дельпино.
С 1879 года Бордзи преподавал в Мессинском университете в звании экстраординарного профессора ботаники. С 1886 по 1892 год он был полным профессором.
В 1883 году Антонино Бордзи стал директором ботанического сада Мессинского университета. В 1892 году, после смерти Агостино Тодаро, он сменил его на посту профессора ботаники Университета Палермо и директора ботанического сада при нём.
В 1907 году Уппсальский университет присвоил Бордзи почётную степень доктора.
Скончался Антонино Бордзи в Лукке 24 августа 1921 года.

## Некоторые научные работы
- Borzi, A. Studi algologici. — Palermo, 1883—1885. — 378 p. — 2 fasc.
- Borzi, A. Rhizomyxa, nuovo Ficomicete. — Messina, 1884. — 53 p.

## Роды, названные в честь А. Бордзи
- Borzia Cohn ex Gomont, 1892
- Borzicactus Riccob., 1909 [= Cleistocactus Lem., 1861]
- Borzinema G.De Toni, 1936, nom. nov.